# 尹思敬
尹思敬（16世紀—17世紀），廣東廣州府增城縣鶴嶺舖人，明朝政治人物。

## 生平
尹思敬家中窮困，曾擔任牧牛人，然而他酷愛讀書，牧牛時總會閱讀，發現疑問時每每拋棄牛隻到學舍請教，為人氣慨不凡，喝酒後談及古今事情言辭高亢，人稱為狂生。萬曆元年（173年）鄉試正考官驚奇其文章，本來置於第一名，可是正考官忘記試卷放置位置，至放榜已拋諸腦後，因此直至七年（1579年）己卯科廣東鄉試中舉人，授獲鹿教諭，十九年（1591年）陞石城知縣，雅意作人，在城西興建龍門書院，刻有造士錄，又賑恤窮困、昭雪冤獄、修繕堤防、革除耗羨，治績彪炳，獲巡按御史莊國禎特疏推薦，不久他卻因母親逝世回鄉，在家去世。

## 引用
1. 1 2  民國《增城縣志·卷十九·人物二》：尹思敬，鶴嶺舖人，家酷貧嗜學，嘗驅牛任牧事，則就牛口下展書，讀有所疑遽棄牛就學舍諮焉，為人高視闊步，不事生產，每酒後聳耳從談古今，多骯髒不平語，人以狂生目之，萬厯癸酉鄉試，主司特奇其文，將置之第一，而誤置其卷他所，至揭榜忘之，遂不得舉，至己卯始領鄉薦，授獲鹿縣教諭，俸滿選石城知縣，興學校、賑窮乏、雪伏滯、修隄防、革耗羨，治績煥然，巡按御史莊國正特疏薦之，未幾以內艱歸，遂卒于家。思敬頗豪縱，至晚年顧務為修謹，取與一介不苟，居鄉里間尤篤行古道，為諸生嘗修邑志，至壬辰復總其成，皆能協于公論無所私。
2. ↑  乾隆《石城縣志·卷四·官師志》：尹思敬，廣東增城人，舉人，萬厯十七年任，雅意作人，建龍門書院於城西，刻有造士錄，以憂去。